# Trelleborg
Trelleborg – miasto w południowej Szwecji. Siedziba władz administracyjnych gminy Trelleborg w regionie Skania, port nad Morzem Bałtyckim. Około 25 643 mieszkańców.
Trelleborg jest jednym z największych portów promowych, przewozów Ro-ro i przewozów intermodalnych w całej Skandynawii. Współczesna historia portu sięga 1902, gdy zawinął tam pierwszy statek ro-pax, kursujący na linii z Trelleborga do niemieckiego Sassnitz. Rocznie obsługuje ponad 2 miliony pasażerów oraz ponad pół miliona samochodów ciężarowych. Ponad 30 regularnych zawinięć promów powoduje, że tamtejszy port uznawany jest za główny węzeł komunikacyjny łączący Skandynawię z Centralną Europą. W mieście rozwinął się przemysł chemiczny oraz maszynowy.
Terminal w Trelleborgu obsługuje połączenia:
| Linia                            | Armator/operator   | Czas podróży |
| -------------------------------- | ------------------ | ------------ |
| Trelleborg – Rostock             | Scandlines TT-Line | 5 godz.      |
| Trelleborg – Sassnitz-Neu Mukran | Scandlines         | 3.5 godz.    |
| Trelleborg – Świnoujście         | Unity Line TT-Line | 7 godz.      |
| Trelleborg – Travemünde          | TT-Line            | 7 godz.      |

Od 5 lutego 2007 ma połączenie promowe ze Świnoujściem.

## Sport
- Trelleborgs FF – klub piłkarski

## Współpraca zagraniczna
Miastem partnerskim Trelleborga jest miasto Stralsund w Niemczech.